# آویا بی‌اچ-۸
آویا بی‌اچ-۸ (به انگلیسی: Avia_BH-8) یک هواگرد ملخ‌پیشین تک‌موتوره از نوع جنگنده ساخت شرکت Avia است. هواگرد آویا بی‌اچ-۸ نخستین پروازش را در ۱۹۲۳ میلادی انجام داد. در مجموع، تعداد ۱ فروند از این هواگرد ساخته شده‌است.
طراح این هواگرد، Pavel Beneš and Miroslav Hajn بود.